# Air Venezuela
Air Venezuela fue una aerolínea venezolana, fundada por el ingeniero venezolano William Enrique Medina y un grupo de diversos accionistas. Air Venezuela contaba con una flota de aviones Convair 580 y CN-235, así como un Fairchild Metro arrendado, cubriendo diversas rutas dentro del territorio nacional. La aerolínea cesó sus operaciones en el año 2001*
- Datos: Q2150814